# Stanisław Siestrzewitowski
Stanisław Siestrzewitowski herbu Leszczyc – wojski mielnicki w latach 1669–1674.
Był elektorem Michała Korybuta Wiśniowieckiego z ziemi mielnickiej w 1669 roku. W 1674 roku był elektorem Jana III Sobieskiego z ziemi mielnickiej.